# ترویئرس
ترویئرس (به فرانسوی: Trévières) یک کمون در فرانسه است که در Canton of Trévières واقع شده‌است.

## خصوصیات
ترویئرس ۱۱٫۷ کیلومترمربع مساحت و ۹۴۲ نفر جمعیت دارد و ۱۴ متر بالاتر از سطح دریا واقع شده‌است.